# Doppelhaus Krenkelstraße 13 und 15

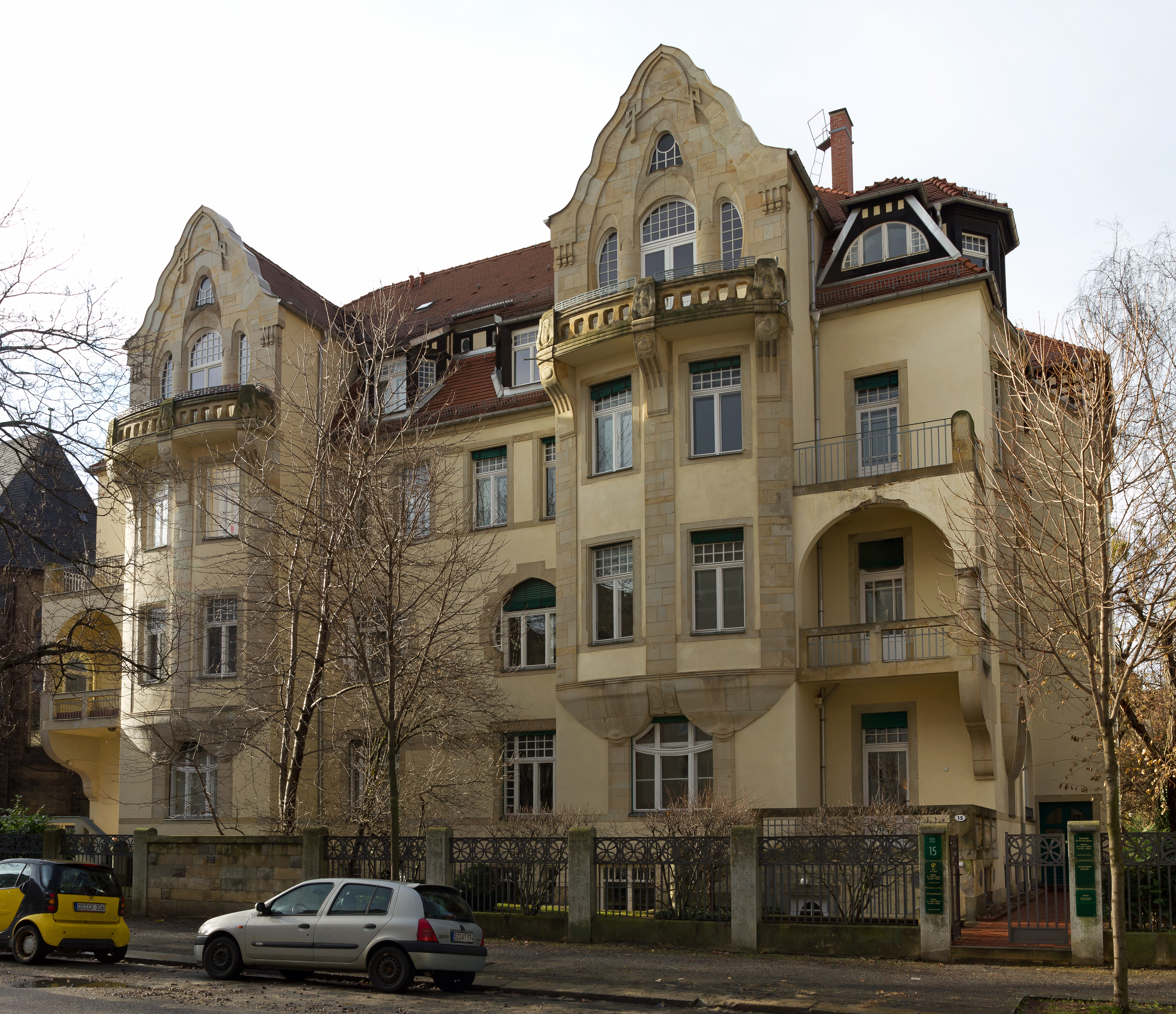
Doppelhaus Krenkelstraße 13–15

Das Doppelhaus Krenkelstraße 13 und 15 in Dresden-Striesen wurde als dreigeschossiges, freistehendes, herrschaftliches Mietshaus im Jahre 1907 erbaut.
Das von Heino Otto geschaffene denkmalgeschützte Gebäude zeichnet sich durch eine „betont malerisch-landhausartige“ Architektur aus. Der verputzte Bau ist mit Sandstein gegliedert worden, wobei die Ornamentik des späten Jugendstils vorherrschend ist. Der Gebäudekomplex besteht aus zwei Häusern, die zueinander spiegelbildlich aber in sich asymmetrisch angeordnet sind. Das äußere Erscheinungsbild wird durch zwei hohe Giebel geprägt. In den oberen Geschossen der Giebel gehen seitlich loggiaartige Balkone ab. Die Fensterformen sind unterschiedlich gerundet.
Die Denkmaleigenschaft wird vom Landesamt für Denkmalpflege Sachsen beschrieben: „Eindrucksvoller und gestalterisch unverwechselbarer Jugendstilbau, aus zwei spiegelbildlichen Teilen bestehend, dominiert von zwei hohen Giebeln, Ornamentik des späten Jugendstils,.“